# Bernard Lonergan

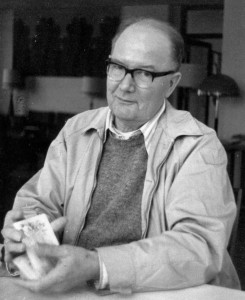
Bernard Lonergan

Bernard Joseph Francis Lonergan, född 17 december 1904 i Buckingham i Québec, Kanada, död 26 november 1984 i Pickering, Ontario, Kanada, var en kanadensisk jesuit och religionsfilosof. Han föreläste vid bland annat Loyola College (nuvarande Concordia University) i Montréal, Gregoriana i Rom och Boston College.
Lonergan, som var nythomist, insåg att den katolska teologin var i behov av en modernisering, dock utan att bryta med det förflutnas teologiska teorier och landvinningar. Lonergan lät sig, som de flesta nythomister, inspireras av påve Leo XII:s encyklika Aeterni Patris (1879) och dess huvudmotto Vetera novis augere et perficere (latin ”Att stärka och fullkomna det gamla med hjälp av det nya”).

## Studier
Lonergan inträdde i jesuitorden 1922 och avlade kandidatexamen i filosofi vid Heythrop College i London 1929. Fyra år senare, 1933, prästvigdes han. Kort därefter reste han till Rom för fördjupade studier i Thomas av Aquinos filosofi och teologi. Lonergan disputerade i maj 1940 vid Gregoriana på en avhandling om nåden, Gratia Operans: A Study of the Speculative Development in the Writings of St. Thomas of Aquinas.

## Verk och inflytande
Efter att ha återvänt från Rom publicerade Lonergan fyra artiklar om Thomas av Aquino vilka skulle få stort inflytande över synen på Thomas tankar kring kunskap och kognition. 
Mellan 1949 och 1953 skrev Lonergan sitt huvudverk Insight: A Study of Human Understanding, som dock inte publicerades förrän 1957. I Insight söker han bringa klarhet i hur vetande och insikt kommer till stånd hos människan. Lonergan ser som sin uppgift att etablera en metodologi kring erfarenhet, kunskapsprocesser och teologisk reflektion, och presenterar GEM (Generalized Empirical Method), som utgår från strömningen transcendental thomism, grundad av den belgiske jesuiten Joseph Maréchal. Lonergan beskriver GEM som kritisk realism; med realism menar han att vi gör bedömningar av bland annat fakta som aspirerar på objektivitetsanspråk, med kritisk menar han att vi ger form åt vårt vetande och våra värderingar av omvärlden genom att förhålla oss kritiska gentemot vårt eget medvetande. Det sistnämnda går tillbaka på kantianska tankar.